# رامیروی یکم
رامیروی یکم نخستین پادشاه آراگون بود. او از ۱۰۳۵ تا سال ۱۰۶۳ میلادی که درگذشت بر این سرزمین فرمان راند. رامیرو فرزند نامشروع سانچوی سوم بود. رامیرو در جریان نبرد گراوس در حالی که می‌کوشید این شهر را تسخیر کند کشته شد و در صومعهٔ سن خوان د لا پنیا در سانتا کروز د لا سروس به خاک سپرده شد.